# Маріка східна
Ма́ріка східна (Cinnyris fuelleborni) — вид горобцеподібних птахів родини нектаркових (Nectariniidae). Мешкає в Східній Африці. Раніше вважався підвидом синьогузої маріки. Вид названий на честь німецького натураліста Фрідріха Фюллеборна.

## Підвиди
Виділяють два підвиди:
- C. f. fuelleborni Reichenow, 1899 — центральна і південна Танзанія, північно-західна Замбія і північ Малаві;
- C. f. bensoni Williams, JG, 1953 — південь Малаві і північ Мозамбіку.

## Поширення і екологія
Східні маріки мешкають в Танзанії, Замбії, Малаві і Мозамбіку. Вони живуть у вологих гірських тропічних лісах, високогірних чагарникових заростях, на гірських луках і в садах.